# Губкинская ТЭЦ
Губкинская ТЭЦ — первое предприятие энергетики в городе Губкине, входит в состав ПАО «Квадра». Установленная электрическая мощность станции составляет 24,8 МВт, общая тепловая мощность — 157,5 Гкал/ч. Численность сотрудников — 182 человека.
Датой основания Губкинской ТЭЦ считается 31 декабря 1954 года, когда состоялся пуск первой очереди мощностью 12 МВт (турбогенератор № 1 и паровые котлы № 1, № 2).
В сентябре 1955 года в эксплуатацию были введены котел № 3 и турбогенератор № 2 (в январе 2021 года выведен из эксплуатации), в декабре 1957 года — котел № 4, в апреле 1958 года — турбогенератор № 3 мощностью 12 МВт, в сентябре — котел № 5, в 1959 году — турбогенератор № 4, котел № 6 мощностью 25 МВт. Общая мощность Губкинской ТЭЦ достигла 61 МВт. Станция впервые подала в город тепло. Губкинская ТЭЦ работает на природном газе, резервное топливо – каменный уголь.
В 2019-2021 годах прошло первое масштабное техническое перевооружение Губкинской ТЭЦ, в ходе которого ввели в работу новый турбоагрегат №4 мощностью 12 МВт, модернизировали паровую турбину №1 и теплофикационную установку станции. В результате снизился расход топлива на производство электроэнергии и тепла, повысилась эффективность, экологичность и надежность работы оборудования.
В настоящее время Губкинская ТЭЦ обеспечивает на 52,3% потребность города в тепловой энергии. На станции действуют три паровые турбины и шесть паровых котлов.

## Перечень основного оборудования
| Агрегат                              | Тип          | Изготовитель                                                  | Количество | Ввод в эксплуатацию | Основные характеристики | Основные характеристики | Источники         |
| Агрегат                              | Тип          | Изготовитель                                                  | Количество | Ввод в эксплуатацию | Параметр                | Значение                | Источники         |
| ------------------------------------ | ------------ | ------------------------------------------------------------- | ---------- | ------------------- | ----------------------- | ----------------------- | ----------------- |
| Оборудование паротурбинных установок |              |                                                               |            |                     |                         |                         |                   |
| Паровой котёл                        | ЧКД-Дукла    | ЧКД Дукла н.п.Татра Колин                                     | 2          | 1954 г.             | Топливо                 | газ                     | [ 2 ] [ 3 ]       |
| Паровой котёл                        | ЧКД-Дукла    | ЧКД Дукла н.п.Татра Колин                                     | 2          | 1954 г.             | Производительность      | 60 т/ч                  | [ 2 ] [ 3 ]       |
| Паровой котёл                        | ЧКД-Дукла    | ЧКД Дукла н.п.Татра Колин                                     | 2          | 1954 г.             | Параметры пара          | 39 кгс/см2,440 °С       | [ 2 ] [ 3 ]       |
| Паровой котёл                        | ЦКТИ-75-39ф  | Первый Брненский машиностроительный завод им.Готвальда, Чехия | 2          | 1955 г. 1957 г.     | Топливо                 | газ                     | [ 2 ] [ 3 ] [ 4 ] |
| Паровой котёл                        | ЦКТИ-75-39ф  | Первый Брненский машиностроительный завод им.Готвальда, Чехия | 2          | 1955 г. 1957 г.     | Производительность      | 75 т/ч                  | [ 2 ] [ 3 ] [ 4 ] |
| Паровой котёл                        | ЦКТИ-75-39ф  | Первый Брненский машиностроительный завод им.Готвальда, Чехия | 2          | 1955 г. 1957 г.     | Параметры пара          | 39 кгс/см2, 440 °С      | [ 2 ] [ 3 ] [ 4 ] |
| Паровой котёл                        | БКЗ-75-39фб  | Барнаульский котельный завод                                  | 2          | 1958 г. 1959 г.     | Топливо                 | уголь                   | [ 2 ] [ 3 ]       |
| Паровой котёл                        | БКЗ-75-39фб  | Барнаульский котельный завод                                  | 2          | 1958 г. 1959 г.     | Производительность      | 75 т/ч                  | [ 2 ] [ 3 ]       |
| Паровой котёл                        | БКЗ-75-39фб  | Барнаульский котельный завод                                  | 2          | 1958 г. 1959 г.     | Параметры пара          | 33 кгс/см2, 415 °С      | [ 2 ] [ 3 ]       |
| Паровая турбина                      | Р-9-37/0,5   | Первый Брненский машиностроительный завод им.Готвальда, Чехия | 1          | 1954 г.             | Установленная мощность  | 9 МВт                   | [ 2 ] [ 3 ]       |
| Паровая турбина                      | Р-9-37/0,5   | Первый Брненский машиностроительный завод им.Готвальда, Чехия | 1          | 1954 г.             | Параметры пара          | 37 кгс/см2, 425 °С      | [ 2 ] [ 3 ]       |
| Паровая турбина                      | Р-3,8-35/1,2 | Первый Брненский машиностроительный завод им.Готвальда, Чехия | 1          | 1958 г.             | Установленная мощность  | 3,8 МВт                 | [ 2 ] [ 3 ] [ 5 ] |
| Паровая турбина                      | Р-3,8-35/1,2 | Первый Брненский машиностроительный завод им.Готвальда, Чехия | 1          | 1958 г.             | Параметры пара          | 35 кгс/см2,435 °С       | [ 2 ] [ 3 ] [ 5 ] |
| Паровая турбина                      | P-12-3,4/0,1 | Калужский турбинный завод                                     | 1          | 2021 г.             | Установленная мощность  | 12 МВт                  |                   |